# Bandera Siera
La bandera Siera fue una bandera utilizada durante la guerra de independencia de México en la sierra de Zongolica por insurgentes indígenas al mando de Nicolás Bravo. La bandera siera es muy parecida a las bandera actual ya que cuenta con los colores verde, blanco y rojo y es posiblemente la primera bandera tricolor que se utilizó en el país, anterior a la bandera del ejército trigarante. Cuenta en el color blanco con un escudo formado por un carcaj donde salen unas flechas con la punta hacia arriba, un arco y un sable o machete de hoja curva. La bandera tiene alto significado para la población de la región de las grandes montañas del estado de Veracruz ya que representa la participación de estos municipios en el movimiento de independencia por lo que anualmente con motivo de las fiestas patrias se realiza un recorrido con la bandera siera por diversos municipios de la región.

## Descripción
La bandera Siera de la Sierra de Zongolica, en Verecruz, fue la primera de bruno tricolor en representar el verde, blanco y rojo, mucho antes de la aparición de la Bandera Trigarante, se cree que los colores está inspirados en un ave llamada trogón acollarado, que tiene el macho en sus plumas los colores verdes, blanco y rojo y que posteriormente, se utilizaron para confeccionar a la bandera del ejército Trigarante, por orden de Agustín de Iturbide.

## Historia
Posteriormente al grito de independencia de 1810 del padre Miguel Hidalgo en el bajío, a partir de 1811 se comenzó a gestar un movimiento en las zonas montañosas de Veracruz y Puebla, encabezando el movimiento los sacerdotes de las poblaciones de Tlacotepec y Maltrata y el sacerdote de Zongolica Juan Moctezuma y Cortés, quien estuvo a las órdenes de Nicolás Bravo participando en las diferentes batallas que se libraron en esta región. Al parecer los serranos al mando del cura Moctezuma diseñaron y utilizaron esta bandera siera quien sería la primera bandera tricolor que se utilizó en México.
Este 2019 se realizara el recorrido número XXX de la Bandera Siera, conocido también como ruta de la insurgencia desde el municipio de Tehuacán ,pasando por Acultzingo, Ciudad Mendoza, Huiloapan, Nogales, Orizaba, Rafael Delgado, Tlilapan, Tenejapan,Tequila, Los Reyes y llega a Zongolica a las 23 horas 
,recorriendo en 13 horas 150 kilómetros, portada por atletas de esta región.

## La bandera Siera en el diseño de otras banderas

Bandera Trigarante